# Liste der Stolpersteine in Panketal

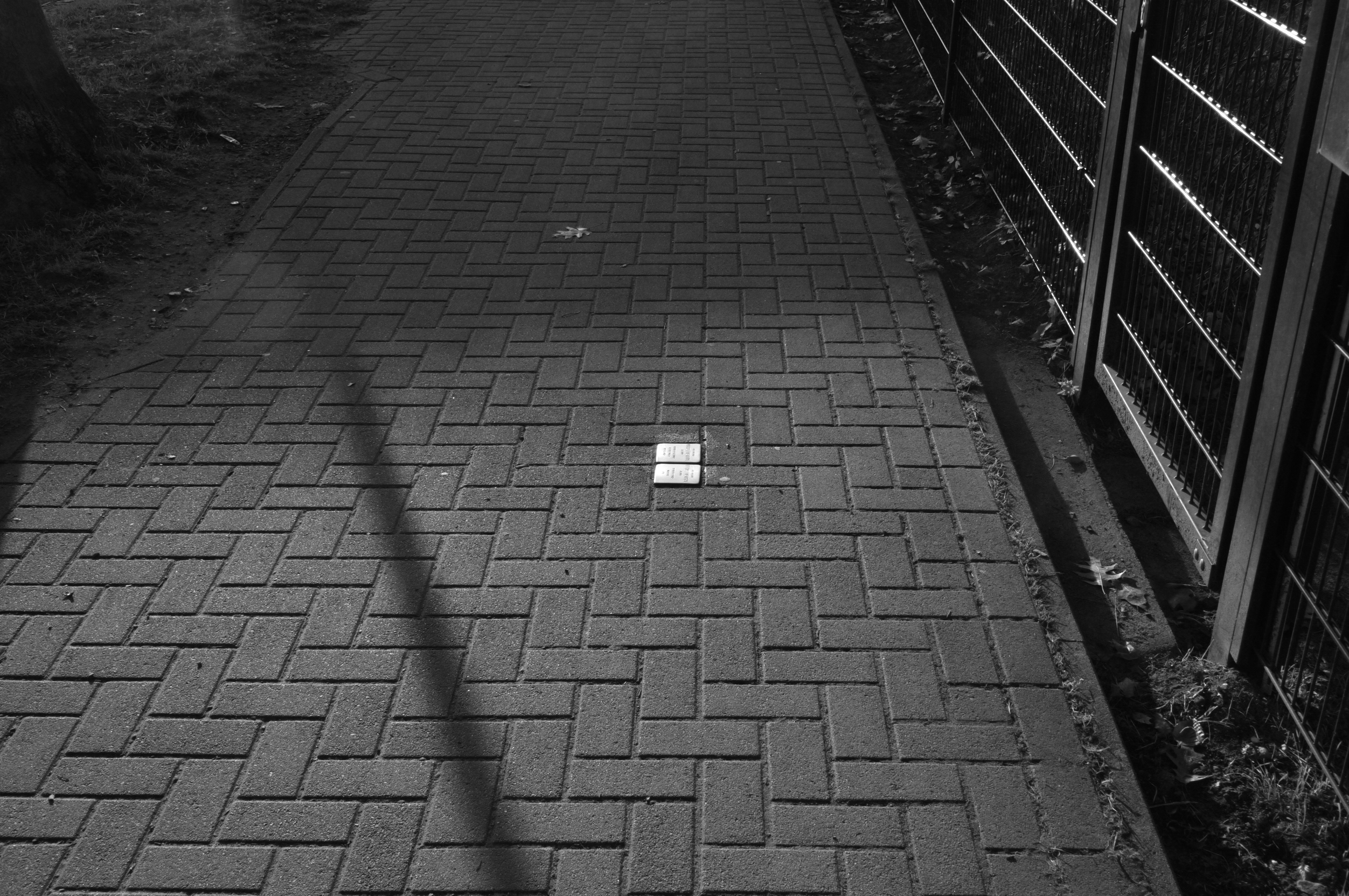
Stolpersteine für das Ehepaar Löwenthal

Die Liste der Stolpersteine in Panketal werden die vorhandenen Gedenksteine aufgeführt, die im Rahmen des Projektes Stolpersteine des Künstlers Gunter Demnig bisher in Panketal im brandenburgischen Landkreis Barnim verlegt worden sind.

## Verlegte Stolpersteine
| Stolperstein | Inschrift | Verlegeort                          | Name, Leben |
| --- | --- | ----------------------------------- | --- |
| Bild gesucht BW | HIER WOHNTE WOLFGANG BENNING JG. 1903 DEPORTIERT 1943 ERMORDET IN AUSCHWITZ                                                  | Zepernick, · Goslarer Straße 8 ·    | Wolfgang Benning |
| Bild gesucht BW | HIER WOHNTE JENNY GOLD GEB. LEWIN JG. 1886 DEPORTIERT 1942 GHETTO WARSCHAU ERMORDET                                          | Zepernick, · Straußstraße 53 ·      | Jenny Gold |
| Bild gesucht BW | HIER WOHNTE JENNY KÜBLER GEB. DOBRINER JG. 1869 DEPORTIERT 1942 THERESIENSTADT ERMORDET 13.2.1943                            | Zepernick, · Heinestraße 58 ·       | Selma Kübler |
| | HIER WOHNTE ANNA GERTRUD LÖWENTHAL JG. 1889 DEPORTIERT 1942 WARSCHAU TOT                                                     | Zepernick, · Poststraße 8 ·         | Anna Gertrud Löwenthal geb. Theodor, auch Gerda wurde am 19. August 1889 in Berlin geboren. Ihre Mutter war Selma geb. Levinsohn, geboren am 24. August 1859. Sie hatte zumindest einen Bruder, Kurt. Sie heiratete 1922 Moritz Löwenthal. Nach dessen Pensionierung ließ sich das Paar in der Mitte der 1920er Jahre in Zepernick nieder. Im Februar 1942 wurde ihr Ehemann wegen seiner jüdischen Abstammung verhaftet, in das KZ Buchenwald verschleppt und dort am 6. Mai 1942 ermordet. Am 13. April 1942 wurde auch Anna Gertrud Löwenthal von Nazi-Schergen verhaftet und dann in das Ghetto Warschau verschleppt. Wenige Tage vor ihrer eigenen Deportation war sie von der Gestapo gezwungen worden, ein Vermögensverzeichnis anzufertigen. In diesem Kontext nannte sie auch ihre Untermieter, Jenny Gold und Egon Teller. Auch Jenny Gold, geboren 1886 in Luckenwalde, wurde nach Warschau deportiert. Anna Gertrud Löwenthal und Jenny Gold wurden im Zuge der Shoah vom NS-Regime ermordet. Es sind einige ihrer Briefe aus dem Warschauer Ghetto erhalten. Auch ihre Mutter wurde im Zuge der Shoah ermordet. Sie wurde am 29. Januar 1943 mit dem Transport I/88 von Berlin nach Theresienstadt verschleppt. Ihre Deportationsnummer war 10840. Sie verlor dort bereits nach zwei Tagen KZ-Haft, am 31. Januar 1943 um 15:30 Uhr, ihr Leben. |
| | HIER WOHNTE MORITZ LÖWENTHAL JG. 1870 VERHAFTET 6.2.1942 KZ BUCHENWALD TOT 6.5.1942                                          | Zepernick, · Poststraße 8 ·         | Moritz Löwenthal wurde am 15. Juli 1870 in Homburg vor der Höhe geboren. Ab 1898 war er in der Nationalbank Berlin angestellt. Von 1904 bis 1906 arbeitete er im Auftrag der Bank in Johannesburg, wo er seine erste Frau Mary Elisabeth Schoenland kennenlernte. Die Heirat erfolgte in Johannesburg. Dieser Ehe entstammte eine Tochter, Hedda (1908–1999). 1920 verstarb seine erste Frau. In zweiter Ehe war er seit 1922 mit Anna Gertrud geb. Löwenthal verheiratet, die deutlich jünger war. Nach seiner Pensionierung in den 1920er Jahren lebte er mit seiner zweiten Frau im Panketal. 1939 wurde das Radio der Familie von der Gestapo beschlagnahmt. Damit war die Familie von Informationen abgeschnitten, Zeitungen durften nicht bezogen werden, Gespräche mit Ariern waren verboten. Am 6. Februar 1942 drang die Gestapo mit Gewalt in das Haus der Löwenthals ein, zerstörte Inventar und Moritz Löwenthal wurde verhaftet und zunächst in das Gestapo-Gefängnis von Potsdam gebracht. Als Grund für die Verhaftung wurde staatsfeindliches Verhalten angegeben. Einige Wochen später, am 16. April 1942, wurde er in das Konzentrationslager Buchenwald eingeliefert und musste dort in einem Steinbruch arbeiten. Die Zwangsarbeit, die Entbehrungen und die strukturelle Unterernährung überlebte er nicht lange, er verlor dort am 6. Mai 1942 – im Alter von 71 Jahren. Nach dem Tod Löwenthals wurde das Haus der Familie samt Inhalt beschlagnahmt („an das Reich verfallen“). Seine zweite Frau wurde ebenfalls Opfer der Shoah, ihre Spuren verlaufen sich 1943 im Warschauer Ghetto. Seine Tochter, die sich 1930 evangelisch taufen ließ und zu Pfingsten desselben Jahres einen sogenannten „Arier“ geheiratet hatte und seitdem den Familiennamen Selke trug, konnte die Shoah relativ unbeschadet überleben. Aus dieser Ehe gingen drei Kinder hervor. |
| Bild gesucht BW | HIER WOHNTE EMIL HANS SEELIG JG. 1904 FLUCHT 1934 HOLLAND INTERNIERT WESTERBORK DEPORTIERT 1942 AUSCHWITZ ERMORDET 17.9.1942 | Zepernick, · Hufelandstraße 10/11 · | Emil Hans Seelig |
| Bild gesucht Die Wikipedia wünscht sich an dieser Stelle ein Bild vom hier behandelten Ort. Falls du dabei helfen möchtest, erklärt die Anleitung , wie das geht. BW | HIER WOHNTE HEDWIG SEELIG JG. GEB. TIETZKER JG. 1877 DEPORTIERT 1943 ERMORDET IN AUSCHWITZ                                   | Zepernick, · Hufelandstraße 10/11 · | Hedwig Seelig |
| Bild gesucht Die Wikipedia wünscht sich an dieser Stelle ein Bild vom hier behandelten Ort. Falls du dabei helfen möchtest, erklärt die Anleitung , wie das geht. BW | HIER WOHNTE SALOMON SEELIG JG. 1875 DEPORTIERT 1943 ERMORDET IN AUSCHWITZ                                                    | Zepernick, · Hufelandstraße 10/11 · | Salomon Seelig |
| Bild gesucht Die Wikipedia wünscht sich an dieser Stelle ein Bild vom hier behandelten Ort. Falls du dabei helfen möchtest, erklärt die Anleitung , wie das geht. BW | HIER WOHNTE WALTER GUSTAV SEELIG JG. 1906 DEPORTIERT 1943 ERMORDET IN AUSCHWITZ                                              | Zepernick, · Hufelandstraße 10/11 · | Walter Gustav Seelig |

## Verlegung
Die ersten beiden Stolpersteine wurden am 13. Mai 2006 vom Künstler verlegt. Die sieben weiteren Stolpersteine wurden am 10. Oktober 2022 ebenfalls von Gunter Demnig verlegt.